# Камењична (Коморан)
Камењична (слч. Kameničná, мађ. Keszegfalva) насељено је мјесто са административним статусом сеоске општине (слч. obec) у округу Коморан, у Њитранском крају, Словачка Република.

## Становништво
| Година:    | 1994. | 2004.   | 2014.   | 2024.   |
| ---------- | ----- | ------- | ------- | ------- |
| Број људи: | 1736  | 1839    | 1929    | 1921    |
| Разлика:   |       | +5,93 % | +4,89 % | -0,41 % |

| Година:    | 2023. | 2024.   |
| ---------- | ----- | ------- |
| Број људи: | 1883  | 1921    |
| Разлика:   |       | +2,01 % |

Према подацима о броју становника из 2011. године насеље је имало 1.924 становника.